# مقاطعة دانغتو
مقاطعة دانغتو هي إحدى مقاطعات منطقة آنهوي في الصين.